# Seóirse Bodley
Seóirse Bodley   (Dublín, 4 d'abril de 1933 - 17 de novembre de 2023) va ser un compositor irlandès i professor associat de música a la University College Dublin (UCD). Va ser el primer compositor a convertir-se en Saoi d'Aosdána el 2008. Bodley és àmpliament considerat com un dels compositors més importants de la música artística del segle XX a Irlanda, havent estat "integral a la vida musical irlandesa des de la segona meitat del segle xx, no només com a compositor, sinó també com a professor, arranjador, acompanyant, jurat, locutor i director."

## Biografia
Bodley va néixer George Pascal Bodley a Dublín. El seu pare era George James Bodley (1879–1956), un empleat de la London Midland &amp; Scottish Railway Company (oficina de Dublín), i més tard de la Junta de Ports i Molls de Dublín. La seva mare, Mary (nascuda Gough, 1891–1977), treballava per a la cerveseria Guinness. Va assistir a escoles als suburbis de Dublín, a Phibsboro i Glasnevin, abans de traslladar-se, a nou anys, a Coláiste Mhuire a Parnell Square. Més tard, va estudiar a l'Escola de Comerç de Rathmines, on va obtenir el Leaving Certificate.
A casa dels seus pares es fomentava la música, i va rebre les primeres classes de mandolina del seu pare i de piano de la seva mare. Va estudiar piano, harmonia i contrapunt a la Royal Irish Academy of Music, i va obtenir una llicenciatura en piano al Trinity College de Londres. A partir dels 13 anys, també es va matricular durant un temps a la Brendan Smith Academy of Acting. Mentre encara era a l'escola, Bodley va rebre les seves primeres lliçons de composició de manera privada del director de cors alemany Hans Waldemar Rosen (1904–1994), que es va establir a Dublín, que va continuar, de manera intermitent, fins a 1956. Des dels seus dies d'estudiant va actuar com a acompanyant de cantants i va participar en actuacions de música de cambra. Un element important en la seva educació musical van ser els concerts gratuïts dos cops per setmana de la Radio Éireann Symphony Orchestra al Phoenix Hall, Dame Court, on va tenir l'oportunitat d'escoltar els principals intèrprets i directors irlandesos i internacionals que presentaven tant repertori clàssic com modern.
A partir de 1952 va estudiar una llicenciatura en música a la University College Dublin (UCD), principalment amb Anthony Hughes. Va obtenir el títol l'any 1955. De 1957 a 1959 va estudiar composició (amb Johann Nepomuk David) i direcció a la Musikhochschule de Stuttgart, Alemanya, i un any més tard va obtenir el doctorat en música per la UCD. També va prendre classes de direcció amb Hans Müller-Kray i Karl Maria Zwißler, i de piano amb Alfred Kreutz. Va tornar a Alemanya diverses vegades a principis dels anys 1960 per participar en cursos a la Darmstädter Ferienkurse, que van ampliar significativament els seus coneixements sobre les tècniques d'avantguarda.
Des de 1959 fins a la seva jubilació el 1998, Bodley va donar classes al departament de música de la universitat, convertint-se en professor associat el 1984. Durant la dècada de 1960, Bodley va ser director de la Culwick Choral Society.
El desenvolupament de Bodley com a compositor L'evolució de Bodley com a compositor va passar per diverses etapes diferenciades. Durant la dècada de 1970, va fusionar estils d'avantguarda amb elements de la música tradicional irlandesa, convertint-se en una figura de rellevància nacional. Va rebre diversos encàrrecs prestigiosos per a obres de gran envergadura, com la Simfonia núm. 3 (1981), escrita per a la inauguració del National Concert Hall.
El 1982 Bodley es va convertir en membre fundador d'⁣Aosdána i la presidenta Mary McAleese li va concedir la distinció de Saoi el novembre de 2008. McAleese va dir que Bodley "ens ha ajudat a reformular què significa ser un artista a Irlanda".
Bodley va morir el 17 de novembre de 2023, a l'edat de 90 anys.

## Música
La primera composició significativa de Bodley va ser Music for Strings, que va ser estrenada el 10 de desembre de 1952 pels Dublin Orchestral Players sota la batuta de Brian Boydell. Entre les seves obres posteriors hi ha set simfonies, cinc per a orquestra completa i dues per a conjunt de cambra, una àmplia gamma de música instrumental i vocal, inclosa la peça orquestral A Small White Cloud Drifts over Ireland (1975), quatre quartets de corda i diversos cicles de cançons grans.
Klein (1996) distingeix quatre fases creatives en l'obra de Bodley. El primer abasta els primers anys fins al 1961, quan es van sentir influències de Paul Hindemithi del seu mestre a Stuttgart, J. N. David, es podien percebre en obres com Music for Strings, la Sonata per a violí (1959) o la Simfonia núm. 1 (1959). Durant aquest període, va arranjar nombroses melodies tradicionals irlandeses per a cor i orquestra i va compondre diverses cançons per a la veu de baríton de Tomás Ó Súilleabháin. Aquesta etapa, predominantment tonal, reflectia més les seves habilitats tècniques que no pas una gran originalitat. A partir dels anys 1960, es pot observar una evolució notable, començant pel Divertimento per a orquestra de corda (1961) i especialment després de les seves tres visites a la New Music Summer School de Darmstadt (1963, 1964, 1965). Cox va assenyalar "L'escriptura instrumental és notablement més experimental que en les anteriors obres orquestrals de Bodley, amb un ús freqüent d'efectes colorístics a la corda. El seu llenguatge musical també és més arriscat, i la peça mostra el seu primer intent d'incorporar els dotze tons de l'escala cromàtica dins un tema [...]".
Durant la resta de la dècada, va ser, segons el Grove Dictionary of Music and Musicians, "el principal exponent irlandès dels procediments compositius post-serialialistes.". Les visites a Darmstadt, possibles gràcies a la concessió de la Macauley Fellowship el 1962, van portar a la convicció que l'estil avantguardista que s'hi ensenyava "era gairebé l'única manera en què la música podia desenvolupar-se". Les obres clau d'aquesta fase inclouen la peça per a piano Prelude, Toccata and Epilogue (1963), la Simfonia de cambra núm. 1 (1964), el Quartet de corda núm. 1 (1968) i les Meditacions sobre línies de Patrick Kavanagh (1971). El Quartet de corda ha estat descrit com una obra d'"extrema complexitat", que representa "un cim d'abstracció únic en la producció de Bodley".
Una tercera fase de treball del 1972 al 1980 es caracteritza per un intens discurs entre els idiomes de la música tradicional irlandesa i l'avantguarda europea. Això és evident en obres com The Narrow Road to the Deep North per a dos pianos (1972; versió per a un piano, 1977), la partitura orquestral A Small White Cloud Drifts over Ireland (1975) i el cicle de cançons de 40 minuts A Girl (1978) amb lletra de Brendan Kennelly. Encara que no es va aplaudir universalment, especialment a Irlanda, també ha estat aclamat com l'"ús més coherent i desafiant de la música tradicional en un context modern" que "ja no buscava fusionar allò tradicional amb allò sofisticat, sinó que confrontava obertament els diferents materials musicals, les melodies tradicionals que xocaven amb les discòrdies modernes, les tríades amb els grups". Durant els anys 80 i 90 va seguir una quarta fase de treball menys clarament definida, amb unes composicions que reflectien tant influències irlandeses com europees. Exemples d'aquest estil madur es poden trobar a Phantasms (1989), una peça de cambra de 20 minuts per a flauta, clarinet, arpa i violoncel, i el seu Quartet de corda núm. 2 (1992), en què els trets melòdics de la música tradicional irlandesa s'apliquen d'una manera molt subtil. En obres a gran escala com les seves Simfonies núm. 4 i 5 (ambdues acabades el 1991), els encàrrecs "públics" van conduir en part a un estil neoromàntic amb molt poca semblança amb les fases anteriors de la producció de Bodley.
Al voltant de 1999 es va produir una possible cinquena fase, començant amb obres com les importants composicions per a piano News from Donabate (1999) i An Exchange of Letters (2002). "Bodley ara es permet incloure elements tonals dins del seu llenguatge lliurement atonal i utilitzar material generat en sèrie […]". Obres últimes com els Quartets de corda núm. 3 (2004) i núm. 4 (2007) i el Trio amb piano (2014) mostren una energia i una densitat d'expressió notables. També continua sent atret per l'ambientació de textos poètics i ha produït partitures molt originals a After Great Pain (lletres d'⁣Emily Dickinson i Walt Whitman, 2002) per a mezzo i piano, Mignon und der Harfner per a soprano, baríton i piano (2004) i Zeiten des Jahres per a soprano i guitarra (2004) tots són sobre poemes de Goethe, i Places of Love (2011) per a soprano i piano sobre lletra de Seamus Heaney.
La música litúrgica de Bodley es diferencia una mica d'aquests canvis estilístics. Inclou misses congregacionals com la Missa de la Pau (1976), la Missa de l'Alegria (1978), la Missa de la Glòria (1980) i obres més petites com un Himne a Sant Joan de Déu (1978) i Amra Cholum Cille (2007) per a cor mixt.
Bodley també ha escrit música per a cinema i televisió durant molts anys, com ara els documentals de televisió Michael Davitt and the Land League (1979), James Joyce: "Hi ha algú que m'entengui?" (1981), la sèrie RTÉ Caught in a Free State (1983) i WB Yeats: Cast a Cold Eye (1988). Probablement l'obra més escoltada de Bodley és el seu arranjament orquestral de la melodia tradicional irlandesa The Palatine's Daughter, que es va utilitzar com a tema musical per a la sèrie de drama rural de RTÉ The Riordans.